# The Real Wedding Crashers
The Real Wedding Crashers är en amerikansk realityserie som visas på NBC. Serien visades första gången 15 april 2007  och var inspirerad av långfilmen Wedding Crashers från 2005.
TV-serien producerades av RDF USA, produktionsföretaget av program såsom  Wife Swap i samband med New Line Television och en del av studion användes till inspelningen av serien där även filmen producerades.  Ingen av skådespelarna eller medverkarna av serien fanns med i långfilmen.